# Eco-Drive

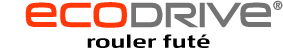
Logo

Eco-Drive («Eco», angl., franç., ital., abréviation de écologique/économique; «Drive», angl., pour propulsion) est un programme d'économie lancé par l'Office fédéral de l'énergie qui promeut la conduite écologique, économique et sûre en Suisse. Les différentes mesures proposées visent en premier lieu les conducteurs de voitures de tourisme et de divers types de véhicules utilitaires. Depuis 2005, Eco-Drive est officiellement intégré à la formation en deux phases des nouveaux conducteurs de véhicules de tourisme.
L'association dirigeante, la Quality Alliance Eco-Drive (QAED) réunit des organismes fédéraux, des associations de transport ainsi que des entreprises, des organisations et des personnes actives dans la formation des conducteurs.

## Programme d'économie

### Contenu et objectifs
Eco-Drive vise d'une part la pure maîtrise de la technique sur le plan du comportement dans le trafic. Cet objectif comprend tout un pan économique qui consiste à économiser le plus de carburant possible, avec son corollaire, la réduction des émissions de CO2. La QAED a été fondée en 1999 en tout premier lieu en raison même de sa contribution à la protection du climat. Ce comportement économique et écologique doit aussi encourager la conduite anticipative (et vice-versa), qui, à son tour, doit influer de manière positive sur la sécurité routière. Le succès de cette technique de conduite a incité l'organisme fédéral compétent à intégrer Eco-Drive à la formation obligatoire des conducteurs. Aussi, pratiquement tous les acteurs de poids dans le domaine de la circulation routière en Suisse sont impliqués dans le programme.

### Véhicules légers et véhicules utilitaires
Eco-Drive rassemble une série de recommandations relatives aux véhicules et à la technique de conduite. En les mettant en pratique, il est possible d'économiser entre 10 et 15 % de carburant. Pour les véhicules utilitaires, le potentiel d'économie se situe entre 5 et 10 %. Sont ciblés les moniteurs de conduite, les anciens et les nouveaux conducteurs de voitures de tourisme, ainsi les chauffeurs de véhicules utilitaires tels que poids-lourds, bus et véhicules de livraison, tout comme les machines de chantier et les dameuses.

### Mesures
La QAED a mis en place différentes mesures pour communiquer le potentiel d'économies et les recommandations connexes. On compte parmi elles la promotion d'Eco-Drive auprès des conducteurs de voitures de tourisme et de véhicules utilitaires ainsi qu'un travail d'information auprès du grand public.

## Évolution
En 2023, SuisseEnergie a commandé à l'Empa et à l'EBP une étude sur l'impact d'une conduite efficace sur le plan énergétique. Sur la base de plus de 3000 cas simulés, il en résulte que le potentiel d'économie par des adaptations du comportement restera élevé à l'avenir, indépendamment des développements techniques attendus. Le potentiel d'économie théorique pour les voitures de tourisme est aujourd'hui et jusqu'en 2030 de 21,7%, dont environ 50% seraient facilement réalisables. Cela vaut tout autant pour les véhicules électriques.
La fiche d'information résume les principales conclusions (en allemand).
https://pubdb.bfe.admin.ch/de/publication/download/11868

## Fondation de l'association

### Historique
La marque Eco-Drive était connue comme méthode de conduite écologique avant la création de l'association. C'est Ernst Reinhardt, alors chef du secteur Circulation du programme fédéral « Énergie 2000 », qui a commencé à faire circuler ce terme en Suisse. Mais Eco-Drive devait devenir plus qu'une simple technique de conduite. Eco-Drive devait se transformer en label de qualité établissant des standards dans la formation pour le permis de conduire tout en garantissant le renforcement de cette dernière à long terme. Tous les secteurs économiques et personnes concernées par le trafic motorisé devraient si possible être prises en compte au niveau national.

### Fondation
Juste avant le tournant du siècle, plusieurs réunions importantes ont eu lieu avec des délégations issues du domaine de la circulation et de la formation pour le permis de conduire: organismes fédéraux, associations de transport ainsi qu'entreprises et organisations de l'économie privée. L'association Quality Alliance Eco-Drive a été créée le 7 décembre 1999 à Zurich, avec l'appui de l'Office fédéral de l'énergie (OFEN). La QAED communique avec la marque déposée Eco-Drive qui appartient à l'OFEN. Le président fondateur est Ernst Hug. De 2004 à 2015, Chiara Simoneschi-Cortesi, conseillère nationale PDC jusqu'en 2011, a assuré la présidence. L'actuel président est depuis 2015 Urs Gasche, ancien conseiller national PBD.

## Responsables et partenaires
Les principaux soutiens financiers de la QAED sont SuisseEnergie (un programme de l'Office fédéral de l'énergie). Le reste des soutiens sont apportés par des entreprises, des associations et des institutions, parmi lesquels des associations de transport et de moniteurs de conduite, des entreprises actives dans le domaine de l'automobile et des transports, ainsi que des institutions du secteur de la formation pour le permis de conduire.
SuisseEnergie est la plate-forme qui réunit sous un seul toit toutes les activités du domaine des énergies renouvelables et de l'efficacité énergétique. Ce qui implique une collaboration étroite entre la Confédération, les cantons, les communes et des partenaires issus de l'économie et d'organisations environnementales et de consommateurs, ainsi que des agences privées.